# سيلفيا بلاث
 سيلفيا بلاث (بالإنجليزية: Sylvia Plath) (27 أكتوبر 1932 – 11 فبراير 1963) شاعرة وروائية وكاتبة قصة قصيرة أميركية، تعد رائدة الشعر الاعترافي، كتبت الناقوس الزجاجي إحدى أشهر الروايات الأميركية الحديثة، توفيت منتحرةً في 1963 بعد تشخيصها بالاكتئاب السريري لفترة طويلة من حياتها. حصدت بعد وفاتها جائزة البوليتزر، وتحولت قصتها إلى فيلم السيرة الشخصية سيلفيا في العام 2003، وأسند دور البطولة فيه إلى جوينيث بالترو.

## الحياة والعائلة
ولدت في ولاية ماساتشوستس من الولايات المتحدة الأمريكية ودرست في جامعة سميث وجامعة نيونهام في كامبريدج قبل أن تشتهر كشاعرة وكاتبة محترفة. تزوجت من الشاعر تيد هيوز في 1956 وعاشوا أولاً في الولايات المتحدة قبل أن ينتقلوا إلى بريطانيا، لديهم طفلان: فريدا ونيكولاس.
لا يزال الجدال يدور حول أحداث حياتها ووفاتها وعن كتاباتها وتراثها، فقد كانت معروفة لديوانها المشهور: «العملاق» و«قصائد أخرى وأرييل».وفي عام 1982 أصبحت أول شاعرة تفوز بجائزة بوليتزر وكان هذا بعد وفاتها، وذلك لديوانها «القصائد المتجمعة»، وكتبت أيضا «الناقوس الزجاجي» وهي عبارة عن سيرة ذاتية نُشرت قبل وفاتها بوقت قصير، تعد الآن من أشهر الأعمال الأدبية الأميركية التي تُرجمت إلى عدة لغات.

## النشأة
ولدت بلاث خلال فترة الكساد الكبير في السابع والعشرون من أكتوبر 1932 في مستشفى ميموريال في حي جامايكا ماساتشوستس في بوسطن، كانت أمها أورييليا شوير بلاث من أصول نمساويةووالدها أوتو أميل بلاث من جرابو ألمانيا، وكان أستاذًا للالأحياء واللغة الألمانية في جامعة بوسطن، ومؤلف كتبٍ عن النحل، وقد كان منبوذًا من قبل عائلته عندما اختار ألا يصبح وزيرا لوثرية كما تمنى منه أجداده. التقى بأوريليا التي كانت تدرس الماجستير في التدريس أثناء حضورها إحدى دوراته، هذا ما يشير إلى فارق العمر بين والدي بلاث وهو إحدى وعشرون سنة.
ولد شقيق بلاث في نيسان 1935 وانتقلت العائلة لتعيش في نثروب في 1936مسقط رأس والدتها، وعاشت في ذلك الجزء من البلدة المسمى ببويت شيرلي، وهو مذكورٌ في شتى أشعارها. في ذلك الوقت نشرت قصيدتها الأولى في سن ثماني سنوات في مجلة بوسطن هيرالد ومجلة بوسطن ترافلر في القسم المخصص لأطفال، بالإضافة إلى الكتابة، أظهرت مهارات جيدة في الرسم خاصة بعد فوزها بجائزة في فن الكتابة والفن لاحدى من لوحاتها في 1947.

### الانتقال إلى الولايات المتحدة
توفي والدها أوتو بلاث في الخامس من نوفمبر 1940 بعد أسبوع ونصف من عيد ميلادها الثامن، إثر مضاعفاتٍ خطيرة بعد بتر رجله بسبب مرض السكري غيرالمعالج، حدث ذلك بعد تشخيصه الشخصي تجاه أعراض مرضه بأنها تشابه أعراض صديقٍ له مصاب بسرطان الرئة، ولم يسع للعلاج إلا في وقتٍ متأخر، ودفن في مقبرة نثروب.
تم تربية بلاث على أسس ميسحية موحدة، ولكن بعد وفاة والدها فقدت إيمانها وظلت متناقضة حول الدين طوال حياتها، كما أن زيارات قبر والدها دفعتها لكتابة القصيدة «أليكترا على مسار الأزالية». بعد وفاته انتقلت والدتها أوريليا وأطفالها وأهلها إالى إلوود روود في ويسلي ماساتشوستس في 1942، درست بلاث في برادفوورد المرحلة الثانوية وتخرجت في 1950.
في كتابات بلاث الأخيرة صوّرت أول تسع سنوات لها في البلدة:
«محبوس مثل سفينة في زجاجة جميلة لا يمكن الوصول اليها، عفى عنها الزمن والغلرامات، بالفعل، كأسطورة بيضاء تحلق»

## الصدى الأدبي في شبابها
بالتزامن مع تسجيلها في جامعة سميث قاربت بلاث على كتابة أكثر من خمسين قصة قصيرة ونُشرت في مجموعة من المجلات.
دراسيًا تخصصت في اللغة الإنجليزية وفازت بجميع الجوائز الكبرى في الكتابة والبحوث العلمية، وقامت بتحرير مجلة الجامعة مادموزيل وعند تخرجها فازت بجائزة جلاسكوك لكتاباتها: «المحبوبان» و«المتجول على البحر»، وفي وقت لاحق، كتبت لمجلة اسكواش التي نشرت مجموعتها الأولى «العملاق وقصائد أخرى» في بريطانيا في أواخر الستينيات.
كانت بلاث على قائمة أصغر منافسة لكتاب الشعراء في جامعة ييل، وطبعت أعمالها في مجلة هاربر، ومجلة ذي سبيكتيتر وفي الملحق الأدبي لمجلة تايمز.
و كانت لها عقد مع مجلة نيويروكر ومن هنا أنطلقت سمعتها.

### منشورات بعد الوفاة
بقي تأثير ديوانها «أرييل» حبيسًا حتى نشر بعد وفاتها ولاقى نجاحًا واسعًا، كما نشر لها في العام 1975 كتاب منزل الرسائل، وهو مجموعة من رسائل سيلفيا التي وجهتها إلى أفراد عائلتها في مراهقتها، مع إجراء والدتها بعض التعديلات.

## قصة الوفاة

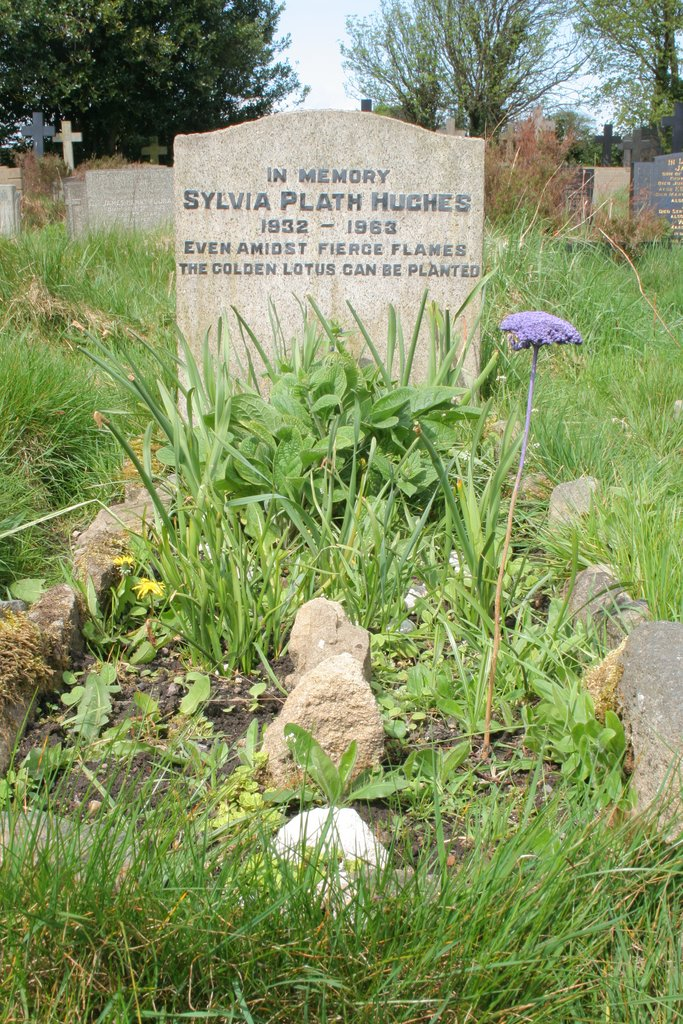
شاهد قبر سيلفيا بلاث

شرع الدكتور هوردر وهو صديقها المقرب في صرف مضادات الاكتئاب لبلاث قبل بضعة أيام من وفاتها، رغم أنه كان عرضة للخطر إلى جانب أطفالها، إلا أنه استمر في زيارتها بشكلٍ يومي وحاول بشتّى الوسائل إدخالها لتلقي العلاج في أحد المستشفيات ولكن وسائله تلك لم تثمر بنتيجة تُذكر، وعندما أخفق في جعلها تحصل على العلاج وفّر لها ممرضةً متفرغة على مدار الساعة. جادل بعض المعلقين بأن فعالية العقاقير تستغرق فترة تصل إلى ثلاثة أسابيع بالتالي وصفة هووردر لم تأتي بفائدة.
كان من المقرر أن تصل الممرضة في الساعة التاسعة صباحًا من يوم الحادي عشر من فبراير 1963 لمساعدة بلاث في رعاية أطفالها، عند وصولها لم تستطع دخول الشقة، واستطاعت الدخول مستعينةً بالعامل تشارلز لانجريدج ليجدوا جثة بلاث، وقد ماتت اثر التسمم بأول أكسيد الكربون بعد أن حشرت رأسها في الفرن، وقد حرصت على وضع مناشف مبللة تحت الأبواب لتكون حاجزًا بين المطبخ وبين غرف أطفالها ويتوقع أن وقت تنفيذ ذلك كان قرابة الرابعة والنصف صباحًا داخل فرن الطهو في مطبخها أثناء تشغيله، لتموت منتحرةً وهي ابنة الثلاثين عامًا.

## وصلات خارجية
- سيلفيا بلاث على موقع أرشيف الشارخ.
- سيلفيا بلاث على موقع IMDb (الإنجليزية)
- سيلفيا بلاث على موقع الموسوعة البريطانية (الإنجليزية)
- سيلفيا بلاث على موقع ميوزك برينز (الإنجليزية)
- سيلفيا بلاث على موقع إن إن دي بي (الإنجليزية)
- سيلفيا بلاث على موقع ديسكوغز (الإنجليزية)
- سيلفيا بلاث على موقع قاعدة بيانات الفيلم (الإنجليزية)